# Route impériale 19
De Route impériale 19 of De Paris à Groningue et à la mer (Van Parijs naar Groningen en de zee) was een Route impériale in Nederland. De route is opgesteld per keizerlijk decreet in 1811 en lag toen geheel binnen het Franse Keizerrijk. Na de val van Napoleon Bonaparte kwam de route buiten Frankrijk te liggen en verviel het nummer.

## Route
De route liep vanaf Breda via Oosterhout, Dongen, Loon op Zand, 's-Hertogenbosch, Nijmegen, Arnhem, Zutphen, Deventer, Zwolle, Zwartsluis, Meppel, Assen en Groningen naar Delfzijl. Bij Breda was een kruising met de Route impériale 2 richting Parijs. Tegenwoordig lopen over dit traject de A59, N324, A325/N325, N348, N337, N375, N371, en N360.